# مورغان راسيل
مورغان راسيل (بالإنجليزية: Morgan Russell)‏ هو فنان ورسام أمريكي، ولد في 25 يناير 1886 في نيويورك في الولايات المتحدة، وتوفي في 29 مايو 1953 في فيلادلفيا في الولايات المتحدة بسبب الأمراض الدماغية الوعائية.

## وصلات خارجية
- مورغان راسيل على موقع الموسوعة البريطانية (الإنجليزية)